# Isadora Murta
Isadora Murta Valente (Belo Horizonte, 15 de dezembro de 1997) é uma administradora empresas, digital influencer e modelo brasileira, conhecida por ter vencido em 2021 o mais tradicional concurso de beleza do Estado de Minas Gerais, o Miss Minas Gerais 2021 (ou Miss Universo Minas Gerais 2021). Com a vitória no dia 15 de outubro de 2021, Isadora tornou-se a terceira candidata da cidade de Contagem a ostentar a faixa Estadual, sucedendo a Miss Julia Horta, coroada em 2019. Com o título, Isadora Murta representou o Estado de Minas Gerais no concurso Miss Brasil 2021 (ou Miss Universo Brasil 2021), no dia 9 de outubro de 2021, a bordo de um navio que transitou entre os litorais paulista e carioca, obtendo a classificação final (Top 10). Em 2022, devido à não realização do concurso Miss Minas Gerais, Isadora Murta assumiu o título, representando o Estado no Miss Brasil 2022 (ou Miss Universo Brasil 2022) em São Paulo, no dia 19 de julho de 2022. Ela mostrou grande evolução, alcançando a terceira colocação (Top 3).

## História profissional
Formada em Administração de Empresas pela Universidade Federal de Viçosa, iniciou sua carreira de modelo aos sete anos de idade, fotografando para várias marcas e projetos, realizando também comercias de TV para diversos segmentos.
Em 2015, participou do Garota Super, concurso realizado pelo Jornal o Tempo, realizado em Belo Horizonte, no Km de Vantagens Hall (Belo Horizonte). Diante de um público de mais de 3 mil pessoas e concorrendo com 20 candidatas, Isadora sagrou-se a vencedora desta edição, que teve o encerramento com show da dupla César Menotti & Fabiano.
Em 2021 foi coroada a Miss Universo Contagem e convidada a participar do Miss Minas Gerais (ou Miss Universo Minas Gerais 2021), sob coordenação de Marcio Bonfim. No dia 15 de outubro de 2021, em Belo Horizonte, concorrendo com 20 candidatas, Isadora venceu o concurso, sagrando-se a 63ª Miss Minas Gerais (ou Miss Universo Minas Gerais) e a terceira representante de Contagem a sustentar o título. Isadora Murta foi coroada pela sua antecessora Julia Horta.
Após sua vitória no Miss Minas Gerais 2021, Isadora Murta representou o Estado de Minas Gerais no concurso Miss Brasil 2021 (ou Miss Universo Brasil 2021). O evento ocorreu no dia 9 de outubro de 2021, a bordo de um navio que navegou entre os litorais paulista e carioca, onde ela obteve uma boa classificação no (Top 10).
Em 2022, diante da ausência do concurso Miss Minas Gerais, Isadora não apenas manteve seu título anterior, como também foi reconhecida como Miss Minas Gerais 2022. Com essa nova oportunidade, ela voltou a representar o estado no Miss Brasil 2022 (ou Miss Universo Brasil 2022). Mostrando uma expressiva evolução, em São Paulo, no dia 19 de julho de 2022, Isadora alcançou a terceira colocação no concurso (Top 3).

## Curiosidades
Apesar de ter nascido em Belo Horizonte, Isadora Murta sempre residiu em Contagem, cidade que representou no concurso Miss Minas Gerais 2021 (ou Miss Universo Minas Gerais 2021). Atuando desde muito nova como modelo, o sonho de infância sempre foi ser Miss Minas Gerais. Em 2015 foi convidada pelo coordenador de misses Marcio Bonfim para concorrer ao Miss Minas Gerais. Contudo, no mesmo ano, Isadora foi aprovada para cursar Administração Empresas na Universidade Federal de Viçosa, o que inviabilizou a sua participação naquele momento.

## Destaque acadêmico
Isadora Murta cursou Administração de Empresas na Universidade Federal de Viçosa, no campus da cidade de Florestal, localizado a 60 Km de sua casa em Contagem, o qual se deslocava diariamente para os estudos. Em 2018 desenvolveu um projeto de Extensão Acadêmica "Projeto educação financeira: Estímulo à valorização da renda e do trabalho em municípios da região de abrangência da UFV campus de Florestal – MG" que obteve a premiação como um dos melhores projetos do Centro de Ciências Humanas da Universidade. Em 2019 foi uma das autoras e apresentadoras do artigo "Percepção Dos Consumidores Frente Aos Problemas Enfrentados Na Rede Fast Food Burger King" no 30º ENANGRAD, promovido pela Associação Nacional dos Cursos de Graduação em Administração. O artigo também foi publicado na revista Horizontes interdisciplinares da Gestão. Em 2020 Isadora Murta graduou no curso recebendo a Medalha de Ouro Presidente Bernardes, dedicada aos alunos que, ao terminar o curso de graduação, tenha o rendimento acumulado igual ou superior a 91%, e ter cursado, em média, um mínimo de 15 créditos por período letivo.

## Atuação social
Durante o seu curso, especialmente nas atividades de um Projeto de Extensão sobre Educação Financeira, Isadora Murta dedicou-se a realizar palestras e ministrar cursos para jovens de escolas públicas, sobre a temática de "Educação financeira para jovens", fornecendo orientações sobre elaboração de orçamento pessoal e familiar, produtos financeiros (empréstimos e aplicações de dinheiro, como em títulos públicos) e preparação para a aposentadoria. O objetivo era de levar aos estudantes do ensino público, alguns elementos básicos sobre finanças, sobretudo porque estão prestes a ingressar no mercado de trabalho.

## Concursos de beleza
As participações de Isadora em concursos de beleza:
| Concurso                               | Ano  |
| -------------------------------------- | ---- |
| Garota Super (Vencedora)               | 2015 |
| Miss Universo Minas Gerais (Vencedora) | 2021 |
| Miss Universo Brasil (Top 10)          | 2021 |
| Miss Universo Minas Gerais (Aclamada)  | 2022 |
| Miss Universo Brasil (Top 3)           | 2022 |